# Arboras
Arboras – miejscowość i gmina we Francji, w regionie Oksytania, w departamencie Hérault.
Według danych na rok 1990 gminę zamieszkiwało 69 osób, a gęstość zaludnienia wynosiła 10 osób/km² (wśród 1545 gmin Langwedocji-Roussillon Arboras plasuje się na 832. miejscu pod względem liczby ludności, natomiast pod względem powierzchni na miejscu 907.).